# Гульчинский район
Гульчинский район (кирг. Гүлчө району) — единица административного деления Киргизской ССР, существовавшая в 1936—1958 годах. Центр — село Гульча.

## История
Гульчинский район был образован 2 сентября 1936 года при разделении Алай-Гульчинского района. 26 февраля 1938 года район вошёл в состав Ошского округа. 21 ноября 1939 года вошёл в состав Ошской области. 29 октября 1958 года Гульчинский район был упразднён, а его территория включена в Алайский район.
По данным 1949 года район включал 7 сельсоветов: Будалыкский, Гульчинский, Дюйшалинский, Калининский, Каплан-Кульский, Корульский и Ташбашатский.

## Население
По данным переписи 1939 года в Гульчинском районе проживало 12 764 человека, в том числе киргизы — 88,4 %, русские — 4,3 %, узбеки — 3,6 %, татары — 1,3 %, украинцы — 1,3 %.